# Contrazione
Contrazione est un groupe italien de punk hardcore, originaire de Turin, actif entre 1983 et 1987. Avec d'autres groupes, tels que Nerorgasmo, Indigesti, Declino, Peggio Punx et d'autres, ils forment la base de la scène punk hardcore turinoise et piémontaise de l'époque et sont les principaux représentants de ce que les fanzines et les magazines tels que Maximumrocknroll appelaient le hardcore italien.

## Histoire
Contrazione est formé en mars 1983 à Turin, à l'origine par trois ex-membres de Fiori del Male, Luca à la guitare, Papalla à la basse et Antonio à la batterie, ainsi que Sergio Tosato, issu de 5° Braccio, Piero au saxophone, Mara Caberlin et Antonio au chant, le groupe s'est constitué dès le départ comme un collectif avec l'intention de soutenir des thèmes allant de l'autogestion à l'autoproduction, sans négliger une propension marquée à la critique sociale. En juin 1983 déjà, ils participent au Festival Autonomy de Bologne, l'un des rares concerts donnés avec la formation originale qui, après le départ de Luca, Carlo, Papalla et Piero, voit Claudio, précédemment impliqué dans le Kollettivo, Massimo, toujours des Fiori del Male, et Gianpiero Capra de Kina, prendre la relève à la batterie.
Au début de l'année 1984, le groupe participe à la compilation de cassettes Tra il sogno e la Realtà, publiée par Subvert. Toujours en 1984, le groupe est invité par R Radical Records à participer à la double compilation International P.E.A.C.E. Benefit Compilation, qui comprendra, entre autres, des groupes tels que Crass, D.O.A., Dirty Rotten Imbeciles, Septic Death, Conflict, Reagan Youth, White Lies, Subhumans, Dead Kennedys, Butthole Surfers, mais aussi d'autres groupes de la scène italienne comme Negazione, Peggio Punx, Declino, Cheetah Chrome Motherfuckers,, Impact, RAF Punk et Wretched. La compilation est publiée en collaboration avec le fanzine de distribution internationale Maximumrocknroll, qui avait une rubrique mensuelle sur la scène punk hardcore italienne. L'album est suivi d'une tournée européenne qui culmine avec trois concerts consécutifs à Berlin.
En 1985, l'album Cineocchio! Storia e memoria, produit par BluBus, sort en 1985. Le groupe se dissout après les concerts du 27 mai au Tuwat de Carpi et du 2 juin au théâtre Massaua de Vignola. Immédiatement après la séparation de Contrazione, certains membres du groupe rejoignent le collectif Avaria, à l'origine de l'occupation ultérieure d'El Paso Occupato. Dans les années qui suivent, plusieurs de leurs morceaux ont été inclus dans des compilations de labels de punk hardcore.
En 2006, Contrazione sort l'album 1983/85 - Storia e memoria pour Nautilus. Ils reviennent en 2022 et publient l'album Cieli Rossi Sull'Europa,.

## Discographie

### Albums studio
- 1985 : Cineocchio! Storia e memoria (LP, Blu Bus)
- 2006 : 1983/85 - Storia e memoria (CD, Nautilus)[5]
- 2022 : Cieli Rossi Sull'Europa

### Split
- 1985 : Contrazione/Franti (LP, auto-production)[6]

### Compilations
- Punk Made In Italy (cassette, Pattume e Rivolta Records)
- 1984 : Tra il sogno e la realtà (cassette, Subvert)
- 1984 : International P.E.A.C.E. Benefit Compilation (2xLP, R Radical Records)
- 1994 : Prima della Seconda Repubblica (cassette, Provincia Attiva)
- 1997 : All'ombra della mole - Torino 1982/85 (cassette)
- 1998 : Network of Friends Vol. 2 (2xLP, Plastic Bomb Records, Ataque Sonoro)
- 2005 : Hate/Love (2xCD, LoveHate80, SOA Records, Mele Marce Records)
- 2005 : Punk in Italia (CD)